# Cape Gantheaume Conservation Park
Cape Gantheaume Conservation Park är en park i Australien. Den ligger i delstaten South Australia, omkring 150 kilometer sydväst om delstatshuvudstaden Adelaide. Den ligger på ön Kangaroo Island. Cape Gantheaume Conservation Park ligger vid sjön Murray Lagoon.
Trakten runt Cape Gantheaume Conservation Park är nära nog obefolkad, med mindre än två invånare per kvadratkilometer.. Det finns inga samhällen i närheten. 
I omgivningarna runt Cape Gantheaume Conservation Park växer huvudsakligen savannskog. Genomsnittlig årsnederbörd är 751 millimeter. Den regnigaste månaden är juni, med i genomsnitt 141 mm nederbörd, och den torraste är januari, med 19 mm nederbörd.